# Hallo, Mister Gott, hier spricht Anna
Hallo, Mister Gott, hier spricht Anna ist der deutsche Titel eines Buchs, das 1974 als Mister God, This Is Anna veröffentlicht wurde. Der unbekannte Autor des Bestsellers verbarg sich hinter dem Pseudonym „Fynn“.

## Inhalt
Das Londoner East End in den 1930er Jahren, während der Weltwirtschaftskrise: der 19-jährige Schriftsteller Fynn trifft zufällig ein 5-jähriges Mädchen namens Anna, das von zu Hause ausgerissen ist, weil es vermutlich von jemandem geschlagen wurde. Fynn nimmt Anna bei sich auf, und über die nächsten „ungefähr dreieinhalb Jahre“ entsteht eine tiefe Freundschaft. Anna zeichnet sich dadurch aus, dass sie trotz ihres kindlichen Alters komplizierte, oft theologische und philosophische Zusammenhänge in einfachen Worten wiedergeben kann;  sie glaubt felsenfest an „Mister Gott“. Anna stirbt kurz vor ihrem achten Geburtstag durch einen Sturz von einem Baum auf einen Zaun.
Die Geschichte verfolgt nur grob eine chronologische Handlung. Vielmehr werden viele von Annas Erkenntnissen in Episoden behandelt.

## Fortsetzung
1987 erschien eine Fortsetzung unter dem Titel Anna’s Book. Diese enthält Annas hinterlassene Notizen und Briefe, die von Fynn überarbeitet wurden. 1990 erschien das dritte und letzte „Anna“-Buch, Anna and the Black Knight. Es handelt von Thomas Fox, der Fynns und später auch Annas Mathematiklehrer war.

## Bühne
Das  Theater in medias res verfügt weltweit über die einzige vom Autor genehmigte Bühnenversion des Romans. Bis dato lehnte der Autor es strikt aus Authentizitätsgründen ab, den Roman auf die Bühne zu bringen.

## Fynn
Der Autor hinter dem Pseudonym „Fynn“ soll laut einer englischen Website der Engländer Sydney George Hopkins (1919–1999) gewesen sein.

## Buchausgaben
- Mister God, This Is Anna. Collins, London 1974; Ballantine, New York 2000, ISBN 0-345-44155-9
  - Hallo, Mister Gott, hier spricht Anna. Scherz, Bern 1974, ISBN 3-502-19245-6
    - Taschenbuchausgabe: Fischer, Frankfurt am Main 1978; Neuausgabe ebd. 2005, ISBN 3-596-80615-1
- Anna’s Book. Collins, London 1987; New edition 1995, ISBN 0-00-627893-0
  - Anna schreibt an Mister Gott. Neues von Anna über Gott und den Lauf der Welt. Scherz, Bern 1987, ISBN 3-502-10246-5
    - Taschenbuchausgabe: Heyne, München 1990; Fischer, Frankfurt am Main 2006, ISBN 3-596-80688-7
- Anna and the Black Knight. Collins, London 1990; New edition 2005, ISBN 0-00-720300-4 (zus. mit Anna’s Book)
  - Anna, Mister Gott und der ungläubige Thomas. Wie Anna einem alten Zweifler einen Platz im Himmel verschafft. Scherz, Bern 1993, ISBN 3-502-10244-9
    - Taschenbuchausgabe: Heyne, München 1997, ISBN 3-453-12451-0